# Jelena Katina
Jelena Sergejevna Katina (ruski: Елена Сергеевна Катина) rođena 4. studenoga 1984. godine, pjevačica je u sastavu ruskog dueta t.A.T.u. s Julijom Volkovom, a odnedavno je započela samostalnu karijeru.

## Životopis

### 1984. – 1999.: Djetinjstvo i početak karijere
Rodila se u Moskvi kao najstarija od troje djece i kao jedina kćer roditelja Inesse Vsevolodovne Katine i Sergeja Vasiljeviča Katina, poznatog glazbenika.
Od četvrte godine na očevu inicijativu Lena pohađa razne športske i pjevačke klubove. Sa šest godina odlazi u osnovnu i glazbenu školu. S 9 godina postaje članom poznatog dječjeg glazbenog sastava "Avenue" gdje je pjevala 3 godine. U 12. godini ulazi u dječji sastav "Neposedy" gdje se upoznaje i sprijateljuje s Julijom Volkovom.
1998. godine pjeva u reklami za rusko gazirano piće.

### 1999. – 2009.: t.A.T.u.
Godine 1999. prošla je na natječaju za muzički projekt, poslije nazvan "Tatu". Snimila je par demo-a poput "Beločka" i "Jugoslavija". Poslije je u projekt dodana i 14-godišnja Julija Volkova. Godine 2001. napušta školu zbog velikog uspjeha njezina sastava t.A.T.u. koji je uskoro postao najuspješniji ruski sastav svih vremena, zahvaljujući hitovima kao što su: "All the Things She Said", "Not Gonna Get Us" i "All About Us". Nastupile su i na Pjesmi Eurovizije 2003. i bile su treće s pjesmom "Ne ver, ne bojsja". 2004. godine u dokumentarcu Anatomija t.A.T.u. otkrivaju kako nisu lezbijke. 2007. godine glume u filmu You and I, s Mischom Barton u glavnoj ulozi. Iste godine je Lena završila studij psihologije na ruskom institutu MSGI-u.

### 2009. – 2010.: samostalna karijera
Godine 2009. u Los Angeles-u je počela snimati svoj samostalni album s ostalim članovima sastava (bez Julije) pod menadžmentom T.A. Music-a.
Na službenoj stranici je potvrđeno da djevojke kreću u samostalne projekte, no da se sastav ne raspada. Album bi trebao izaći u 2011.
Svoje prve samostalne nastupe će održati 30. svibnja u "Troubadour" klubu u Los Angeles-u i 12. srpnja na PrideFest-u (homoseksualni festival) u Milwaukee-u.

## Vanjske poveznice
- t.A.T.u. stranica

]